# Hecho en Córdoba (álbum)
Hecho en Córdoba es el sexto álbum solista del cantante y compositor argentino de cuarteto Pelusa. Fue lanzado en 1987 por el sello RCA Victor en disco de vinilo y casete.

## Lista de canciones
Lado A
1. «Bajo la cama» (Miguel Antonio Calderón, Daniel Castillo, Wenceslao Cerini, Graciela López) – 4:11
2. «Amenazándote» (Miguel Antonio Calderón, Graciela López, Antonio Barrientos) – 2:25
3. «Vive» (Luigi Albertelli, Enzo Malepasso) – 4:03
4. «Símbolo sexual» (Roberto Carlos, Erasmo Carlos) / «No vale la pena que llores ahora / Mentiras sólo dejaste» (Miguel Ángel Escalante, Juan Antonio López) – 6:36

Lado B
1. «Te cuento del baile» (Miguel Antonio Calderón, Graciela López, Noemí Cristina Ochoa) – 3:22
2. «Velitas de papel» (Esther Forero) – 2:21
3. «Palo con ella» (Jaime Shanlate, Tito Kenton) / «De ayer volvió» (Miguel Antonio Calderón, Daniel Jodar, Antonio Cavalli) – 5:43
4. «Amor desesperado» (Joan Sebastian) – 3:37
5. «Basta de andar» (Miguel Antonio Calderón, Graciela López) – 2:58

## Créditos
- Producción: Luis "D'Artagnan" Sarmiento
- Arreglos: Juan Carlos Pesci
- Dirección artística: Adolfo San Martín
- Foto: Rodolfo Duarte

### Reedición del 2008
Hecho en Córdoba fue relanzado por Sony Music Entertainment el 23 de junio de 2008 en versión CD, junto a las 11 pistas que integran el álbum De película de 1986, bajo el nombre de Discografía completa, volumen 3.
- Datos: Q107656423